# Ronald Flowers
Ronald Flowers (Edlington, Doncaster, Inglaterra; 28 de julio de 1934-12 de noviembre de 2021) fue un jugador de fútbol inglés, más conocido por su etapa en el Wolverhampton Wanderers. Fue miembro del plantel campeón de Inglaterra en la Copa Mundial de Fútbol de 1966.

## Carrera
Se inició en las divisiones inferiores de Doncaster Rovers, donde su padre era semi-profesional. Mientras prosperaba en el terreno de juego en Belle Vue, se formó como aprendiz en los galpones ferroviarios Doncaster, debido a la insistencia de su padre de que aprendiera un oficio antes de perseguir su sueño futbolístico. Más tarde fue liberado por Doncaster y se unió a los Wolves, donde pronto llamó la atención del gerente de Wolverhampton Wanderers: Stan Cullis. En un año, fue trasladado hasta Molineux y pronto entró en el primer equipo, debutando el 20 de septiembre de 1952, anotando ante el Blackpool. Anteriormente, había servido en la RAF y se convirtió en un cabo segundo de segunda clase en Padgate antes de ser trasladado a Hednesford. 
Jugando como un centrocampista atacante en Wolverhapton, ganó tres campeonatos de liga y una Copa de Inglaterra. En total, hizo 515 apariciones para el club, anotando 37 goles. 
Jugó 49 partidos internacionales con Inglaterra y anotó 10 goles. Su debut internacional fue el 15 de mayo de 1955 en un amistoso con derrota 0:1 frente a Francia. Disputó el Mundial de Chile 1962 y marcó dos goles de penal en la fase de grupos (ante Hungría y Argentina). Aunque su última etapa en la selección inglesa llegó antes de la final (una victoria fácil sobre Noruega), fue componente del equipo que ganó la Copa Mundial de 1966. Flowers estuvo a punto de jugar en la final al contraer Jack Charlton un resfriado en la víspera del partido final ante Alemania Federal, pero finalmente no debutó en el torneo. Flowers se acercó al director técnico, Alf Ramsey, la noche antes de la final y le dijo que si Charlton no se había recuperado por la mañana, él estaba listo. Después de una noche de insomnio, resultó que Charlton estaba muy bien en la mañana y finalmente jugó él. 
Deja los Wolves en septiembre de 1967 para unirse a Northampton Town, donde más tarde se convirtió en el jugador - mánager de la institución. Terminó su carrera jugando en el Wellington Town (últimamente conocido como Telford United) como jugador-entrenador antes de retirarse a una tienda de deportes en Wolverhampton. Su compañía tienda de deportes: "Ron Flowers Deportes" sigue funcionando con éxito en Queen Street, en el centro de la ciudad. 
En un artículo en el Programa Oficial Match-Day para la Copa Mundial de la FIFA en el partido de clasificación contra Ucrania el 1 de abril de 2009, "Ron" Flowers fue citado como el mejor lanzador del penalti de Inglaterra de todos los tiempos (compartido con Alan Shearer). 
En la final del Mundial 1966 sólo los 11 jugadores titulares en la victoria 4:2 sobre Alemania Federal recibieron medallas. La Asociación de Fútbol de Inglaterra lideró una campaña para convencer a la FIFA de que otorgara medallas a toda la plantilla, recibiendo Flowers la suya de manos de Gordon Brown en una ceremonia celebrada en Downing Street el 10 de junio de 2009.

## Clubes
| Club                    | País       | Año       |
| ----------------------- | ---------- | --------- |
| Wolverhampton Wanderers | Inglaterra | 1952-1967 |
| Northampton Town        | Inglaterra | 1967-1969 |
| Wellington Town         | Inglaterra | 1969-1971 |

## Selección

### Participaciones en Copas del Mundo
| Mundial                        | Sede       | Resultado        |
| ------------------------------ | ---------- | ---------------- |
| Copa Mundial de Fútbol de 1962 | Chile      | Cuartos de final |
| Copa Mundial de Fútbol de 1966 | Inglaterra | Campeón          |

## Palmarés
| Título                 | Equipo (*)              | País       | Año  |
| ---------------------- | ----------------------- | ---------- | ---- |
| Copa Mundial de Fútbol | Selección de Inglaterra | Inglaterra | 1966 |